# Церковь Илии Пророка (Одоев)
Церковь Илии Пророка — недействующий православный храм в посёлке городского типа Одоеве Тульской области РФ. Ранее храм находился в селе Ламиполозово, которое территориально не входило в черту посёлка.

## Описание
В письменных источниках церковь упоминается за 1616 год в «Одоевской дозорной книге поместных и вотчинных земель письма и дозора Ивана Шулепова и подъячего Ивана Федотьева», где описаны городовые укрепления Одоева и сказано: «Село Ломиполоз, на реке на Упе. А в ней церковь Святого Пророка Ильи, древяна, клетцки. А в церкви Божия милосердия: образы и книги, и ризы, и всякое церковное строенье мирское …».
Каменная церковь построена в 1789 году. В состав церковного прихода входило само село Ламиполозово (ныне в составе Одоева) и деревня Зиборова (Заборов). В 1880 году приход был приписан к Троицкой церкви города Одоева.